# Anthotiros
Anthotiros (en griego, Ανθότυρος), que también puede verse escrito como Anthotiro o Anthoriro, es un queso griego. Inicialmente se elaboraba sólo en la isla de Creta, pero se ha extendido a Macedonia, Tracia, Tesalia, Grecia central, Peloponeso, Islas Jónicas, del Egeo y Epiro. 
Su nombre significa «queso de flor» y proviene de su olor y sabor a hierbas silvestres. Es un queso tradicional que lleva siglos realizándose. Es un queso de suero, fresco, que se hace con suero de leche de oveja y de cabra no pasteurizada (tradicionalmente, para comercializar actualmente sí), o con mezcla de ambas, añadiendo pequeñas cantidades de leche o nata. Tiene un mínimo de 20-30% de materia grasa. Madura a lo largo de 2 a 5 días, y es de consumo inmediato. Tiene varias formas y tamaños, como bolas o conos truncados, pero suele venderse el queso entero por piezas individuales.
Es seco y blanco puro, sin corteza. Su textura es fina, desmigajándose con facilidad. El sabor es parecido al ricotta, floral con un toque ácido. Se toma para desayunar, con miel o azúcar, así como con fruta y en ensalada, con aceite de oliva, tomate y hierbas silvestres, siendo ideal para platos de pasta. Puede diferenciarse dos tipos de anthotiros. En primer lugar, el fresco, con textura suave y sabor medio, que se consume como queso de mesa o sirve de ingrediente para hacer pasteles de queso. En segundo lugar, el anthotiros seco, con textura dura, sabor salado, muy rico; se consume como queso para rallar o queso de mesa.

## Fuente (parcial)
- Anthoriro en cheese.com (inglés)

- Datos: Q3618553